# Phòng phong
Phòng phong (danh pháp hai phần: Saphoshnikovia divaricata (Lurcz) Shischk, đồng nghĩa: Ledebouriella divaricata (Turcz.) Hiroe) là một loài thực vật thuộc họ Hoa tán (Apiaceae). Sinh trưởng chủ yếu tại miền bắc Trung Quốc, trong các tỉnh như Hắc Long Giang, Liêu Ninh, Cát Lâm, Ninh Hạ, Thiểm Tây, Cam Túc, Nội Mông Cổ v.v cũng như tại bán đảo Triều Tiên, Mông Cổ và Đông Siberi trên các sườn đồi, núi hay đồng cỏ ở độ cao từ 400 tới 800 m.
Rễ cây có thể dùng làm thuốc (tên thuốc: Radix Saposhnikoviae hay Radix Ledebouriellae). Phòng phong có vị ngọt, cay, tính ôn (mát), quy vào các kinh Can, Phế, Tỳ, Vị và Bàng quang, có tác dụng phát biểu, trừ phong thấp hay được dùng để trị ngoại cảm, đau khớp xương, trị uốn ván, mắt đỏ, sang lở.